# Scarperia
Scarperia (Scarperìa, IPA: /skarpeˈria/, in passato anche Scarpignana, fondata con il nome di Castel San Barnaba) è centro abitato e sede comunale del comune sparso di Scarperia e San Piero. È stato un comune italiano, che nel 2010 contava 7 794 abitanti, della città metropolitana di Firenze in Toscana.
 Dal 1º gennaio 2014 è fuso con San Piero a Sieve formando il nuovo comune di Scarperia e San Piero.

## Geografia fisica

### Territorio
Il territorio è caratterizzato da colline dall'aspetto dolce e curvilineo. Ma possiede anche alcune delle più alte montagne del territorio mugellano. 
È presente, poco fuori dal centro abitato, il Passo del Giogo, da cui si accede al comune di Firenzuola, per proseguire fino ad Imola e successivamente a Bologna

## Origini del nome
Nato come Castel San Barnaba, il paese cambiò nome in Scarperia (anche Scarpignana in passato): infatti l'insediamento principale, che oggigiorno rappresenta il centro storico, è situato alle falde (scarpa, nel senso di scarpata) degli Appennini. Ria potrebbe riferirsi all'aggettivo in italiano antico, il quale significherebbe "ostile".
Il nome era stato accostato anche ad un nome proprio etrusco (Scarpius in latino, Scarpe in lingua etrusca), ma questa supposizione non è più presa in considerazione.
Infine si è pensato anche ad un'ipotesi commerciale, che vedrebbe il nome associato ai calzolai.

## Storia
Sconfitti gli Ubaldini, feudatari del Mugello, il 20 aprile 1306 il Consiglio dei Cento della Repubblica Fiorentina stabilì l'edificazione di una Terra nova, cioè una cittadella fortificata che potesse proteggere Firenze dagli attacchi provenienti da nord e si stabilisse in un punto strategico sulla via Bolognese ai piedi dell'Appennino tosco-emiliano. Questa venne fondata il 7 settembre dello stesso anno e prese il nome di Castel San Barnaba, dal santo dell'11 giugno, in onore della vittoria guelfa a Campaldino l'11 giugno 1289.
Il Palazzo del Capitano della Terra Nova fu eretto non lontano dal Castello di Montaccianico, distrutto nell'estate del 1306, e quindi ampliato successivamente fino a divenire un Palazzo Signorile nel Quattrocento. Infatti, con un decreto della Repubblica di Firenze datato 11 aprile 1415, Castel San Barnaba si trasformò da avamposto militare inespugnabile a Sede del Vicariato. Il Vicario, designato dalla Repubblica e rinominabile, riceveva l'investitura e governava per sei mesi. Aveva funzioni amministrative e giudiziarie. La "terra murata", popolata grazie ad un'esenzione decennale da tasse e balzelli, conobbe così una crescita demografica ed un periodo di prosperità. Le botteghe, gli alberghi e le osterie erano numerosi, data la posizione strategica lungo la strada che conduceva al Passo del Giogo ed il rinomato artigianato del paese si specializzò nei ferri taglienti.
Nel Settecento tuttavia, con l'ascesa dei Lorena, Scarperia conobbe un rapido declino: fu decisa l'apertura della Carrozzabile della Futa nel 1752, la quale tagliava fuori l'abitato dal traffico commerciale che era stato la sua fortuna. Per adeguarsi alle nuove condizioni, si puntò ad abbellire l'aspetto del centro storico, con l'abbattimento di porte e mura verso la metà dell'Ottocento.
L'impoverimento di Scarperia conobbe il suo massimo quando nel 1908 fu emanata la legge giolittiana che impediva il commercio e il porto di coltelli a serramanico di lunghezza superiore al palmo della mano. L'artigianato d'eccellenza dei ferri taglienti è sopravvissuto fino ai giorni nostri ed è il fiore all'occhiello del paese grazie al pregio di materiali e lavorazioni ed all'impulso del collezionismo.
Durante la seconda guerra mondiale, Scarperia fu uno dei comuni della Toscana designati a luogo di internamento libero per ebrei stranieri e dissidenti politici. Vi soggiornarono a domicilio coatto per periodi vari almeno 4 persone: due componenti di un nucleo familiare slavo i cui congiunti erano accusati di attività anti-italiane, un dissidente politico "fervente comunista" (Umano Pozzoni) e un ebreo apolide, Leone Smulevich, che dopo l'8 settembre 1943 troverà rifugio dalle deportazioni a Firenzuola.
Oggi Scarperia è uno dei Borghi più belli d'Italia, e riesce a coniugare la produttività in campo metalmeccanico (Zona Industriale di Pianvallico) alla ricercatezza e alla qualità enogastronomica.

### Simboli
Lo stemma comunale si blasonava d'argento, al giglio di Firenze di rosso. Il gonfalone era un drappo di bianco.

## Monumenti e luoghi d'interesse

### Architetture religiose
- La pieve di Santa Maria a Fagna è ricordata nel 1018 ed ebbe un vasto piviere.
- La chiesa di San Michele a Lumena, risalente al XII secolo, fu gravemente danneggiata dal terremoto del 1542 e in gran parte ricostruita con materiali di riutilizzo della vicina chiesa di San Martino (di cui si sono perse le tracce).
- la chiesa di San Lorenzo a Montepoli, ricordata fin dal 1251, fu di patronato degli Ubaldini, cui rimase legata fino alla fine del XVIII secolo, come attesta lo stemma di questa famiglia posto sulla porta.
- La Pieve di Sant'Agata, conserva un Crocifisso ligneo riferito a Francesco di Simone Ferrucci e ospitava anche una tavola di Bicci di Lorenzo con le Nozze mistiche di santa Caterina d'Alessandria (attualmente ospitata nella attigua Raccolta d'arte sacra[8]).
- Nella cappella della Madonna di Piazza si recavano i vicari fiorentini all'atto della nomina per giurare fedeltà alla Repubblica.
- Oratorio della Madonna dei Terremoti: la tradizione vuole che durante il terremoto del 1542 la Madonna, da allora detta "Madonna dei Terremoti", abbia appoggiato sulle ginocchia il Bambino e abbia congiunto le mani per pregare.
- L'oratorio della Madonna del Vivaio sorse tra il 1724 e il 1741 in un vallone immediatamente al di sotto delle mura urbane; vi si trovava un affresco tardo quattrocentesco con la Madonna col Bambino, molto ridipinto. (L'oratorio è chiuso per restauri dal 1960).
- La prepositura dei Santi Jacopo e Filippo ha subito numerosi interventi fino a quello radicale del 1870-1871, che interessò sia l'esterno che l'interno.
- Pieve di Santa Reparata a Pimonte, presso Scarperia.
- Chiesa di San Giovanni Battista a Senni, già documentata nel 1145, fu di patronato degli Ubaldini.
- Oratorio di Poggio di Petto in località Lumena tra Sant'Agata e Marcoiano
- Chiesa di Santa Maria a Marcoiano, pieve di Marcoiano. Ne troviamo traccia nel 1091. Distrutta dall'ultimo conflitto fu ricostruita in stile neogotico.
- Oratorio di Santa Maria a Ponte all'Olmo: oratorio con pala raffigurante la "Madonna con Bambino"
- La chiesa di San Gavino al Cornocchio fatta costruire da una famiglia imparentata con gli Ubaldini
- La chiesa di San Bartolomeo (o Bartolo) a Potrone fatta costruire dai Medici il cui antenato più remoto, Medico di Potrone fu castellano del luogo
- Chiesa di Sant'Andrea a Cerliano

### Architetture civili
- Palazzo dei Vicari (Scarperia)
- Villa Panna
- Villa Il Torrino

## Società

### Evoluzione demografica
Abitanti censiti

### Etnie e minoranze straniere
Secondo i dati ISTAT al 31 dicembre 2010 la popolazione straniera residente era di 681 persone. Le nazionalità maggiormente rappresentate in base alla loro percentuale sul totale della popolazione residente erano:
1. Romania, 275 3,52%
2. Albania, 182 2,33%

## Cultura

### Palio del Diotto
Dalla seconda metà del ventesimo secolo si disputa annualmente il Diotto, un palio per festeggiare la fondazione del paese. Il Diotto (dal volgare die octo, ovvero giorno otto) si svolge l'8 settembre di ogni anno in onore della Natività della Madonna. 
Antica festività locale, il Diotto fu reinventato negli anni cinquanta e si è gradualmente trasformato in un contenitore di attività ricreative e culturali, che comprendono tornei di carte, concerti, presentazioni di libri e altre iniziative.
È una rievocazione storica dell'investitura del vicario. Il Palio fa parte dei festeggiamenti e consiste in una gara tra quattro rioni suddivisa in cinque discipline: lancio dei coltelli, corsa sui mattoni, tiro alla fune, corsa nelle bigonce e palo della cuccagna.

## Amministrazione
Di seguito è presentata una tabella relativa alle amministrazioni che si sono succedute in questo comune.
| Periodo        | Periodo         | Primo cittadino   | Partito                            | Carica  | Note   |
| -------------- | --------------- | ----------------- | ---------------------------------- | ------- | ------ |
| 12 maggio 1989 | 19 giugno 1991  | Alessandro Marchi | Partito Comunista Italiano         | Sindaco | [ 14 ] |
| 23 luglio 1991 | 10 giugno 1996  | Alessandro Marchi | Partito Democratico della Sinistra | Sindaco | [ 14 ] |
| 10 giugno 1996 | 17 aprile 2000  | Alessandro Marchi | L'Ulivo                            | Sindaco | [ 14 ] |
| 17 aprile 2000 | 5 aprile 2005   | Sandra Galazzo    | L'Ulivo                            | Sindaco | [ 14 ] |
| 4 aprile 2005  | 30 marzo 2010   | Sandra Galazzo    | centro-sinistra                    | Sindaco | [ 14 ] |
| 30 marzo 2010  | 1º gennaio 2014 | Federico Ignesti  | centro-sinistra                    | Sindaco | [ 14 ] |

### Gemellaggi
Scarperia è gemellata con:
- Laguiole, dal 1993

## Sport
Nel comune di Scarperia sono presenti l'Autodromo Internazionale del Mugello e il Golf Club Poggio dei Medici.
Il 19 maggio 2007 sul circuito automobilistico è stato allestito l'arrivo della 7ª tappa del 90° Giro d'Italia di ciclismo che ha visto la vittoria, allo sprint, del velocista italiano Alessandro Petacchi. Alla fine di maggio o all'inizio di giugno di ogni anno, nell'Autodromo Internazionale del Mugello si svolgono le gare motociclistiche della Moto GP. Nel paese sono presenti una palestra comunale e un campo sportivo utilizzati da varie società sportive.

## Galleria d'immagini

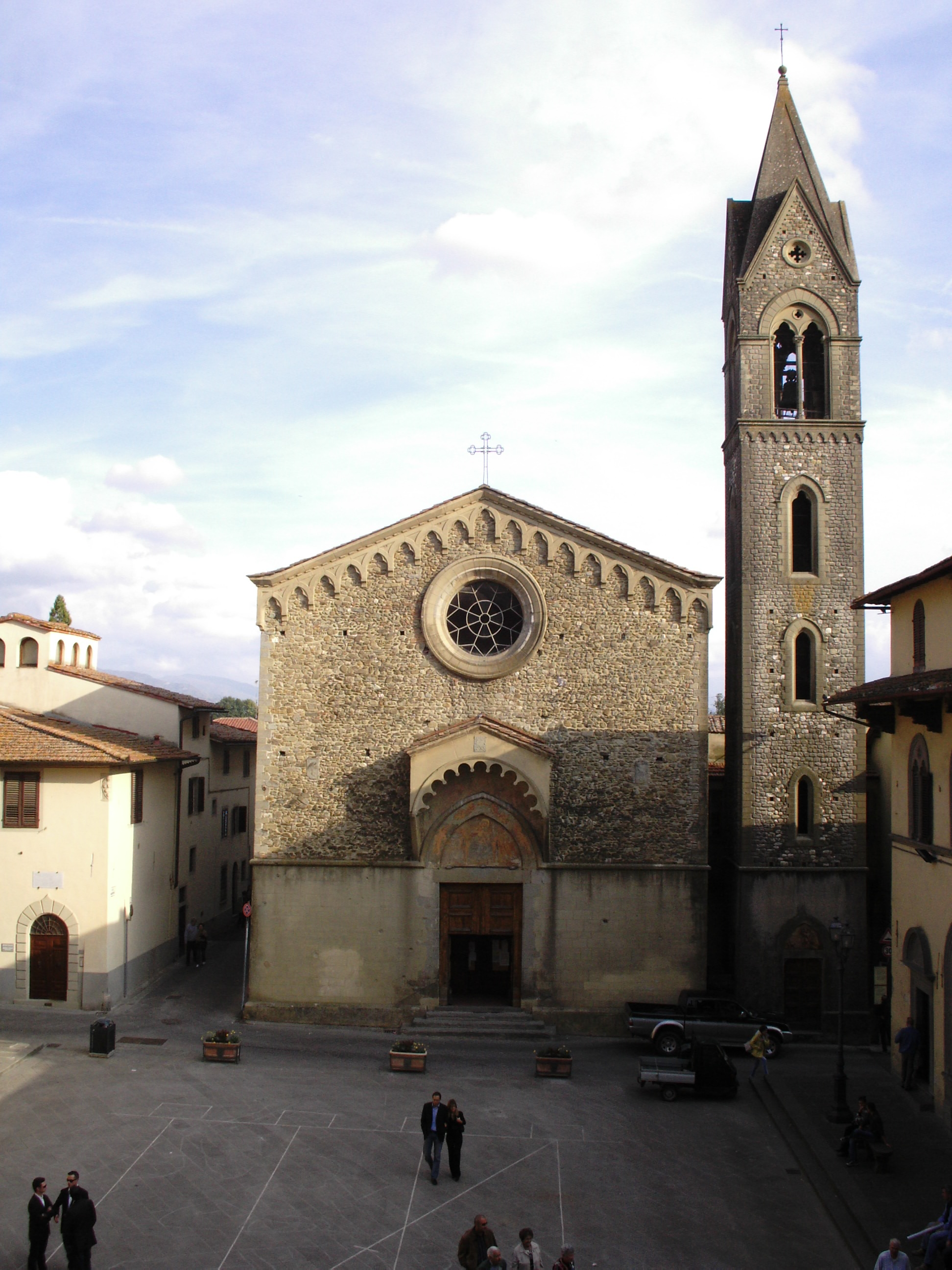
Prepositura dei Santi Jacopo e Filippo
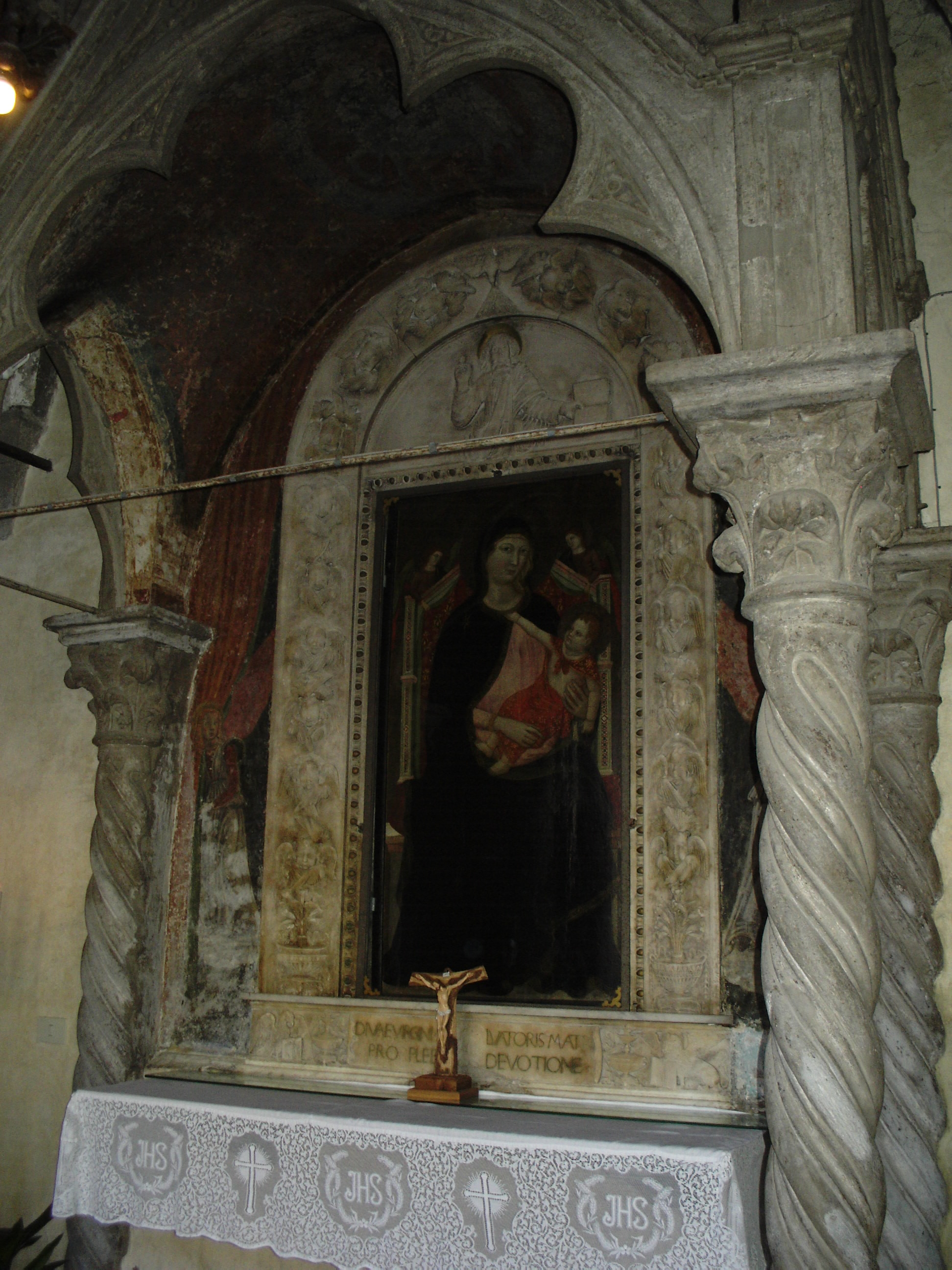
Cappella di Piazza, interno
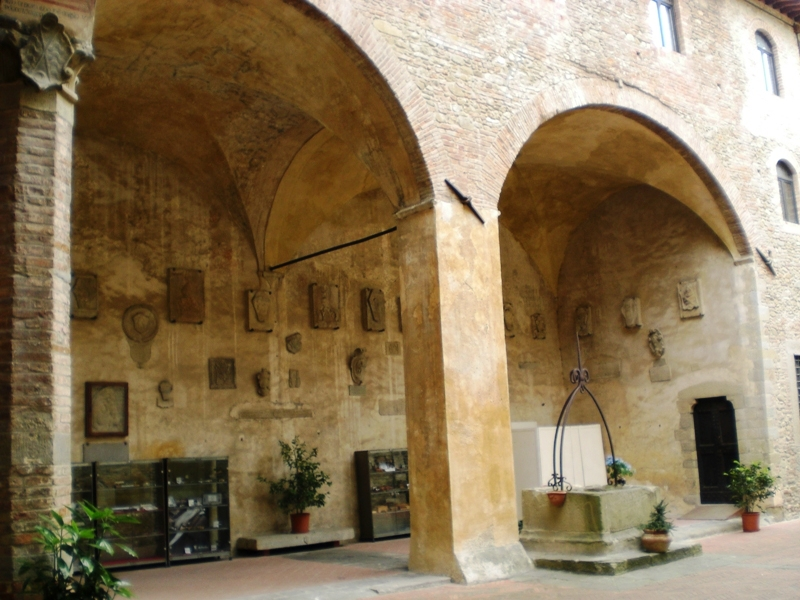
Cortile interno del Palazzo dei Vicari
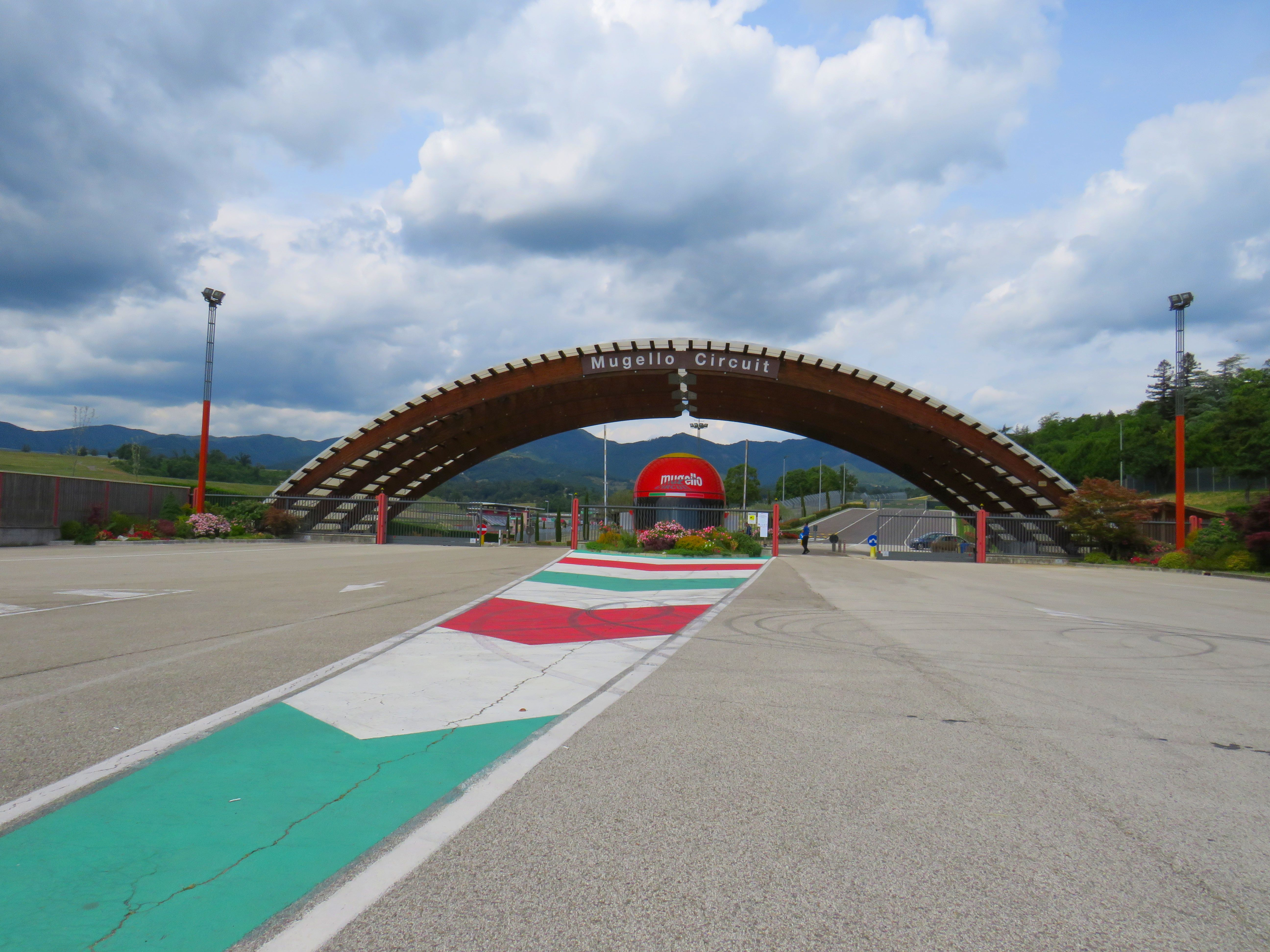
Ingresso dell'Autodromo internazionale del Mugello